# Borís Galiorkin
Borís Grigórievich Galiorkin (en ruso: Борис Григорьевич Галёркин, transliterado en ocasiones Galerkin; 20 de febrerojul./ 4 de marzo de 1871greg. en Pólatsk, Imperio ruso (actual Bielorrusia) – 12 de julio de 1945 en Leningrado, URSS) fue un ingeniero y matemático ruso y soviético.
Galiorkin asistió a la escuela en Minsk y a la universidad, desde 1893, en el Instituto Tecnológico Estatal de San Petersburgo. Para financiarse sus estudios trabajó como profesor particular y como dibujante técnico. En la misma época, se asoció a los socialdemócratas rusos. Después de finalizar sus estudios técnicos en 1899, trabajó en una fábrica de locomotoras en Járkov y desde 1903 como ingeniero en la construcción de una línea de ferrocarril en la región de Manchuria. A finales de año regresó a San Petersburgo, donde ocupó un puesto de ingeniero jefe en una fábrica de calderas. Al mismo tiempo, era un miembro activo del partido socialdemócrata (que posteriormente llegaría a ser el Partido Comunista de la Unión Soviética) y organizó un sindicato de trabajadores. En el año 1907 fue condenado a un año y medio de cárcel por sus actividades políticas. Más tarde, durante los primeros años de la Unión Soviética, en los cuestionarios soviéticos no daba respuestas claras sobre las persistentes preguntas acerca de su pertenencia a partidos políticos. Si bien conocía el destino de los antiguos miembros del partido, debido a que él había sido elegido para el comité de los Mencheviques (un partido con puntos de vista no radicales, acusado de contrarrevolucionario y con sus miembros represaliados), Galerkin procuraba que esto no se hiciera público para evitar problemas.
Durante su estancia en la cárcel decidió dejar de lado sus intereses políticos y dedicó su tiempo a la ciencia y la ingeniería civil y desde 1909, tras su liberación en 1908, hasta el estallido de la Primera Guerra Mundial, visitó obras y construcciones en el centro de Europa y en Suecia. Además, en 1908 había llevado a cabo su primera publicación, un largo manual sobre análisis estructural que escribió en prisión, y comenzó a dar clases en la Universidad Politécnica Estatal de San Petersburgo. Desde 1920 fue catedrático de mecánica técnica en dicha institución. En 1922 dejó ese departamento y pasó a dedicarse a la ingeniería civil. Asimismo, enseñaba en el Instituto de Ingeniería de Ferrocarriles de Leningrado, perteneciente a la Universidad Estatal de San Petersburgo. 
En el año 1928 se convirtió en socio correspondiente de la Academia Soviética de Ciencias, de la que llegó a ser miembro completo en 1936. En 1939 pasó a enseñar como catedrático y director de ingeniería civil en la recién creada Universidad Ingeniero-Técnica Militar (VITU), donde ostentaba los galones de general. Fue director en la comisión para la construcción de instalaciones de defensa de Leningrado, y posteriormente fue evacuado a Moscú, donde formó parte de la comisión de ingeniería militar de la Academia de las Ciencias. Desde 1940 hasta su muerte en 1945, Galiorkin fue miembro de la junta directiva del Instituto de Mecánica de la Academia soviética de las Ciencias, con sede en San Petersburgo.
El método Galiorkin (o método Galerkin) es un método numérico de aproximación a la solución de ecuaciones diferenciales parciales. Galiorkin, que introdujo este método en 1915, es también conocido por sus trabajos teóricos de membranas, sobre las cuales escribió una monografía en 1937.
Gracias a sus conocimientos sobre estática estructural fue consultado en numerosas ocasiones para proyectos hidráulicos en la Unión Soviética, como por ejemplo en 1929 en la presa y central hidroeléctrica del río Dniéper. Asimismo, fue consultado en relación con obras con Steel Framing, ya que era un especialista desde que en 1913 levantara en San Petersburgo una gran fábrica con este sistema, una de las primeras en Rusia.
El asteroide (22611) Galerkin, descubierto en 1998, lleva ese nombre en su honor.